# 擬光刺鬍鯰
擬光刺鬍鯰，為輻鰭魚綱鯰形目塘虱魚科的其中一種，分布於亞洲印尼婆羅洲淡水流域，體長可達24.5公分，棲息在沿岸泥底質沼澤底層水域，生活習性不明。

## 扩展阅读
維基物種上的相關：擬光刺鬍鯰